# بلاتن
بلاتن (به لاتین: Blatten) یک بخش و روستا در سوئیس است که در کانتون وله واقع شده‌است. بلاتن ۳۱۱ نفر جمعیت دارد. این روستا در ۲۹ می ۲۰۲۵ به دلیل رانش طبیعی زمین ، به طور کلی محو و نابود شد

## خواهرخوانده
شهر کونیز خواهرخواندهٔ بلاتن هست.